# Kemal Erdenay
Kemal Erdenay (5 febbraio 1944) è un ex cestista e allenatore di pallacanestro turco.
È il padre di Harun Erdenay.

## Carriera
Con la Turchia ha disputato tre edizioni dei Campionati europei (1971, 1973, 1975).

## Palmarès
- Campionato turco: 6

İTÜ Istanbul: 1967-68, 1969-70, 1970-71, 1971-72, 1972-73
Muhafızgücü: 1973-74